# Radoslav Tomić
Radoslav Tomić (Split, 1. ožujka 1957. – Split, 17. ožujka 2024.) bio je hrvatski povjesničar umjetnosti i akademik.
Diplomirao je povijest umjetnosti i komparativnu književnost na Filozofskom fakultetu u Zagrebu, magistrirao i obranio doktorsku disertaciju s temom "Barokno kiparstvo u mramoru na području Dalmacije". 
Od 1986. radi u Konzervatorskom odjelu Ministarstva kulture u Splitu kao konzervator savjetnik; predaje na Odjelu za povijest umjetnosti Sveučilišta u Zadru; od 1998. zaposlen je na Institutu za povijest umjetnosti u Zagrebu, a od 1999. predaje na poslijediplomskom studiju na Filozofskom fakultetu u Zagrebu. 
Kao istraživač reambulirao je dijelove Dalmacije, Istre, Primorja i Boke kotorske, gdje je stekao uvid u umjetničke pojave, u prvom redu umjetnine od 15. do 19. stoljeća – što je i vremensko razdoblje njegova znanstvenog interesa. 
Od 2001. godine bio je nositelj znanstvenog projekta Ministarstva znanosti Slikarstvo i skulptura od 15. do 19. stoljeća u priobalnoj Hrvatskoj. Usavršavao se u Njemačkoj, Austriji i Italiji. Priređivao je, samostalno ili u suradnji s drugima, izložbe u Splitu, Trogiru, Zagrebu, Veneciji i Vatikanu. Sudjelovao je na brojnim simpozijima u zemlji i u inozemstvu. Njegovi mnogobrojni znanstveni prilozi objavljeni u hrvatskim i inozemnim časopisima vrijedan su prinos hrvatskoj povijesti umjetnosti. U većini njih prvi se put obrađuju spomenici ili iznose nove atribucije. 
Napisao je deset knjiga, od prve, "Barokni oltari i skulpture u Dalmaciji" (Zagreb, 1995.), do desete, "Umjetnička baština Zadarske nadbiskupije" (Zadar, 2008.). Suautor je u sedam knjiga, autor je 109 objavljenih izvornih znanstvenih radova. Priredio je i napisao kataloge za 22 izložbe, od prve: "Obrana Splita u vrijeme mletačke vlasti" (Split, 1984., suautor) do upravo održane izložbe u Klovićevim dvorima u Zagrebu 2009. pod nazivom "Zagovori Sv. Tripunu – Blago Kotorske biskupije". 
Godišnju nagradu Društva povjesničara umjetnosti za godinu 2008. dobio je za knjigu "Umjetnička baština Zadarske nadbiskupije, kiparstvo II". Za člana suradnika Hrvatske akademije u Razredu za likovne umjetnosti izabran je 2004. godine, a od svibnja 2010. bio je redoviti član Hrvatske akademije znanosti i umjetnosti.